# Vânătoare de oameni
Vânătoare de oameni (în engleză Hard Target) este un film de acțiune american din 1993, regizat de regizorul chinez John Woo. Actorul Jean-Claude Van Damme interpretează rolul lui Chance Boudreaux, un marinar fără serviciu care salvează o tânără femeie, Natasha Binder (Yancy Butler), de o bandă de hoți din New Orleans. Chance află că Binder își caută tatăl dispărut (Chuck Pfarrer) și este de acord să o ajute pe Binder, în căutarea ei. Boudreaux și Binder află în curând că tatăl lui Binder a fost ucis de echipa sportivului milionar Emil Fouchon care vânează bărbați fără adăpost ca o formă de distracție.
Vânătoare de oameni a fost primul film american al lui John Woo și primul film major de Hollywood regizat de un regizor chinez. Universal Pictures a avut emoții cu privire la capacitatea lui Woo de a regiza un film american și l-a trimis pe regizorul Sam Raimi pentru a participa la filmări și a-l înlocui pe Woo dacă acesta renunța. Woo a analizat mai multe scenarii de filme dar nu a fost interesat de cele cu arte marțiale. După ce s-a decis asupra scenariului lui Chuck Pfarrer pentru Vânătoare de oameni, Woo l-a dorit pe actorul Kurt Russell în rolul principal, dar Russell era prea ocupat cu alte proiecte. Woo a acceptat propunerea inițială a studiourilor Universal de a-l avea ca star pe Jean-Claude Van Damme. Woo a colaborat cu Van Damme în timpul filmărilor și a mărit numărul de scene de acțiune din film pentru că știa că i se potrivesc lui Van Damme.
După 65 zile de filmare la New Orleans, Woo a avut probleme cu obținerea ratingului R al Motion Picture Association of America pe care-l dorea Universal Studios. Woo a făcut zeci de tăieri ale filmului până ce MPAA i-a acordat ratingul R. La lansarea sa inițială, Vânătoare de oameni a fost un succes financiar, dar a primit recenzii mixte de la criticii de film. Criticii au afirmat că filmul avea scene bune de acțiune, dar scenariul era slab și interpretarea lui Jean-Claude Van Damme era de slabă calitate.

## Rezumat
În New Orleans, un veteran vagabond pe nume Douglas Binder (Chuck Pfarrer) este ținta unei vânători. I se dă o centură care conține 10.000 dolari și i se spune că trebuie să ajungă de partea cealaltă a orașului, unde ar putea câștiga banii și viața. El este vânat de organizatorul vânătorii Emil Fouchon (Lance Henriksen), un om de afaceri pe nume Lopaki (Bob Apisa), care a plătit 500.000 dolari pentru posibilitatea de a vâna un om, Pik van Cleaf (Arnold Vosloo), „mâna dreaptă” a lui Fouchon și alți mercenari inclusiv Stephan (Sven-Ole Thorsen) și Peterson (Jules Sylvester). Binder nu reușește să ajungă la destinație și este omorât cu două săgeți trase dintr-o arbaletă. Van Cleaf recuperează centura cu bani.
În timp ce-l caută pe tatăl ei, fiica lui Binder, Natasha (Yancy Butler), este atacată de un grup de bandiți și este salvată de un bărbat fără adăpost, cu abilități excepționale în arte marțiale pe nume Chance Boudreaux (Jean-Claude Van Damme). Chance ezită inițial să se implice în misiunea ei, dar ca urmare a faptului că avea restanțe la sindicatul marinarilor și nu se putea îmbarca pe nicio navă acceptă sarcina încredințată de Natasha de a-i fi ghid și gardă de corp în timpul căutării. Între timp, prietenul fără adăpost a lui Chance pe nume Elijah Roper este următorul ales pentru a participa la vânătoarea organizată de Fouchon și este și el ucis.
Natasha descoperă că tatăl ei distribuia fluturași pentru o persoană pe nume Randal (Eliott Keener), care îi furniza în secret lui Fouchon oameni fără adăpost, cu o experiență de război și fără legături de familie. Natasha îl întreabă pe Randal despre moartea tatălui său, dar ei sunt descoperiți de către Van Cleaf care trăgea cu urechea. Fouchon și Van Cleaf îl bat pe Randal pentru a-l pedepsi că le-a trimis un om care avea familie. Detectivul Mitchell (Kasi Lemmons) din New Orleans este reticent în a investiga dispariția lui Binder, până când corpul său este descoperit carbonizat în resturile unei clădiri abandonate. Moartea este considerată a fi accidentală, dar Chance cercetează ruinele și găsește plăcuța militară a lui Binder, care era străpunsă de una dintre săgețile trase cu arbaleta. Huliganii lui Van Cleaf îl atacă brusc pe Chance și îl lasă inconștient pentru a-i alunga pe el și pe Natasha în afara orașului. Când își revine, el îi oferă lui Mitchell plăcuța militară ca o dovadă a faptului că Binder a fost asasinat. Pe măsură ce ancheta se apropie de ei, Van Cleaf și Fouchon decid să-și mute afacerea și încep să elimine martorii. Examinatorul medical care ascunsese probele vânătorilor și Randal sunt ambii executați. Mitchell, Natasha și Chance ajung ceva mai  târziu la biroul lui Randall și sunt prinși într-o ambuscadă de către Van Cleaf și mai mulți dintre oamenii lui. În timpul schimbului de focuri, Mitchell este împușcată în piept și ucisă. Chance ucide câțiva mercenari și fuge împreună cu Natasha. Fouchon și Van Cleaf își adună echipa de mercenari și cinci vânători plătiți pentru a continua urmărirea.
Chance o conduce pe Natasha la casa unchiului său, Douvee (Wilford Brimley), în Bayou și-i cere ajutorul pentru a-i învinge pe urmăritori. Chance, Natasha și Douvee atrag echipa de vânători la un depozit vechi cu măști pentru parada de Mardi Gras și-i ucid pe rând pe oamenii lui Fouchon. Van Cleaf este în cele din urmă împușcat mortal de către Chance. În cele din urmă, Fouchon este singurul care rămâne, dar el o ia ca ostatică pe Natasha și-i înfige o săgeată în piept lui Douvee. Chance se luptă cu Fouchon, apoi îi aruncă o grenadă în pantaloni. Vânătorul încearcă să demonteze grenada, dar nu reușește și moare în explozie. Chance, Natasha și Douvee ies din depozit în viață.

## Distribuție

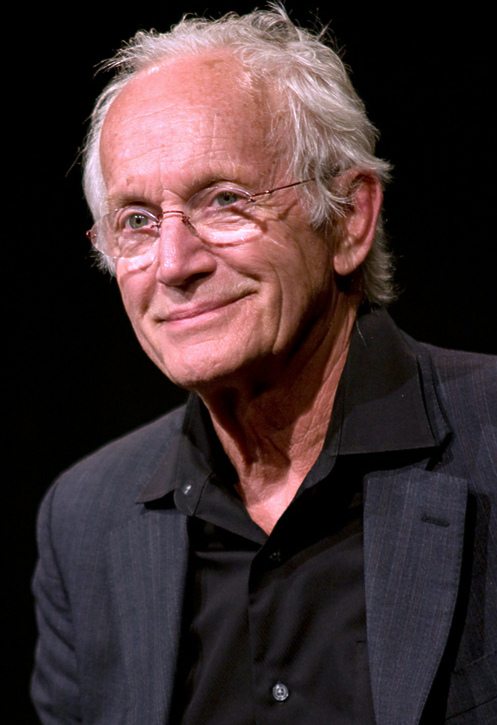
Lance Henriksen a obținut Premiul Saturn pentru cel mai bun actor în rol secundar pentru interpretarea lui Emil Fouchon în Vânătoare de oameni.

- Jean-Claude Van Damme - Chance Boudreaux: un marinar șomer și fost pușcaș marin. După ce Boudreaux o salvează pe Natasha Binder, el este angajat de aceasta pentru a o ajuta să-și găsească tatăl.
- Lance Henriksen - Emil Fouchon: un sportiv bogat care vânează foști soldați, deveniți vagabonzi. După ce află că este cercetat de Chance și Natasha, Fouchon își trimite banda condusă de Pick Van Cleaf pentru a-i ucide.
- Arnold Vosloo - Pik Van Cleaf: Van Cleaf este un colaborator al lui Fouchon care ia parte la partidele sale sportive de vânare a oamenilor. El conduce echipa trimisă să-i ucidă pe Chance și Natasha. Numele Van Cleaf este o referire la actorul Lee Van Cleef.[5]
- Yancy Butler - Natasha „Nat” Binder: o tânără femeie care vine la New Orleans pentru a-și căuta tatăl, pe care nu-l mai văzuse de când ea avea șapte ani. Când Natasha este atacată de hoți, ea este salvată de Chance Boudreaux care este de acord să o ajute să-și găsească tatăl.
- Kasi Lemmons - Carmine Mitchell: detectiv la secția de poliție care lucrează la birou în timp ce poliția era în grevă. Mitchell o ajută pe Natasha dispunând efectuarea unei alte autopsii când i se arată plăcuța găurită pe care o purtase tatăl Natashei.
- Chuck Pfarrer - Douglas Binder: tatăl Natashei care se mutase la New Orleans. După ce Natasha nu mai primește vești de la tatăl ei de trei săptămâni, ea merge la New Orleans pentru a afla că el devenise vagabond și fusese ucis de echipa lui Emil Fouchon.
- Wilford Brimley - Unchiul Douvee: Unchiul Douvee este unchiul lui Chance Boudreaux care locuiește la Bayou. Chance și Natasha sunt adăpostiți la casa lui, iar ei îl salvează în scena finală a filmului.
- Sven-Ole Thorsen și Jules Sylvester - Stephan și Peterson, mercenarii lui Fouchon.
- Eliott Keener - Randal Poe
- Robert Apisa - Dl. Lopacki
- Douglas Forsythe Rye și Mike Leinert - Frick și Frack
- Marco St. John - Dr. Morton
- Joe Warfield - Zenan

## Producție

### Dezvoltare
După filmările lui Hard Boiled din Hong Kong, regizorul John Woo a decis să accepte oferta de a lucra în Statele Unite, unde se va bucura de un ritm de muncă mai lejer, cu un program rezonabil. Woo a fost pentru prima dată ofertat de președintele studioului american Universal Pictures, Tom Pollock, după ce a urmărit un alt film de-al lui Woo, The Killer. Universal nu era prea încântată de decizia de a-i permite lui Woo să regizeze un film de lung metraj, fiind de acord doar după ceea ce producătorul James Jacks a numit „o perioadă dificilă de convingere”. Universal avea dubii cu privire la prezența unui regizor asiatic pe platourile de filmare, care nu cunoștea bine limba engleză. Regizorul american Sam Raimi a fost angajat pentru a supraveghea producția filmului și pentru a-l avea ca variantă de rezervă în cazul în care Woo nu ar fi fost în stare să-și îndeplinească atribuțiile de regizor. Raimi a fost foarte încântat să lucreze cu Woo, fiind fanul filmelor sale din Hong Kong. Raimi a avut încredere și în calitățile de regizor ale lui Woo, susținând că „Woo și la 70% din potențial va fi în stare să spulbere majoritatea regizorilor americani care lucrează la 100% din potențial.”
După ce a ajuns în Statele Unite, Woo a primit mai multe scenarii înainte de a alege Vânătoare de oameni. Descriind scenariile pe care le-a primit, Woo a menționat că „Unele din ele erau bune—unele chiar foarte bune—dar restul erau doar filme de arte marțiale și le-am transmis producătorilor că nu mai sunt interesat să filmez astfel de filme. Am făcut deja destule din alea.” Unul din scenariile primite de Woo a fost cel al filmului Față în față, pe care l-a refuzat la acea vreme din cauza aspectului științifico-fantastic al poveștii. Scenariul pentru Vânătoare de oameni a fost scris de Chuck Pfarrer. Regizorul Andrew Davis a fost și el interesat de scenariu, dar în cele din urmă l-a refuzat. Woo a citit scenariul lui Pfarrer pentru Vânătoare de oameni, apreciind că este o „poveste simplă dar cu un impact puternic, cu un substrat plin de sentimente. Pentru un film de acțiune bun ai nevoie de o structură solidă. Chuck mi-a dat asta”. Woo a mai declarat că povestea este „mai puțin John Woo”, dar că aspectul vizual va fi unul „foarte John Woo”. Pfarrer a scris inițial scenariul inspirându-se din filmul The Naked Prey. După ce scenariul nu a ieșit așa cum Pfarrer își dorea, acesta s-a inspirat din filmul Aliens - Misiune de pedeapsă, care a devenit baza revistei de benzi desenate Virus. Ultima încercare a fost bazarea scenariului pe The Most Dangerous Game. Povestea lui Pfarrer are loc în New Orleans, ca explicație pentru accentul lui Jean-Claude Van Damme.

### Pre-producție
Înainte de alegerea unui regizor pentru Vânătoare de oameni, Universal Pictures a considerat filmul ca o rampă de lansare pentru cariera actorului Jean-Claude Van Damme. Van Damme era deja un mare fan al filmelor lui Woo și a decis să se întâlnească cu el în Hong Kong. Cei doi s-au înțeles bine în ciuda dificultăților pe care Woo și Van Damme le întâmpinau în folosirea limbii engleze. Woo l-a dorit inițial pe actorul Kurt Russell în rolul principal, dar Russell avea programul prea încărcat cu filme pentru următorii doi ani. Lucrând cu Van Damme, Woo a susținut că el a fost „sigur pe abilitățile mele de a face un actor să dea bine pe sticlă, să-l fac să arate ca un erou. Am crezut că pot face la fel și cu Van Damme”. Deși la început a întâmpinat dificultăți în filmările cu Van Damme, Woo a schimbat multe dintre scenele de acțiune din film pentru a le face mult mai spectaculoase, după ce a aflat că Van Damme este capabil să le joace. Woo a mai declarat că Van Damme „este egocentrist, dar rămâne profesionist și întotdeauna încearcă să facă o treabă bună.” Woo a deținut controlul asupra alegerii distribuției filmului, inclusiv a personajelor secundare și în alegerea unui director de imagine. Actrița Yancy Butler a primit rolul Natashei Binder la debutul ei în film. Acest film a  ajutat-o pe Butler să primească și alte roluri în filme de acțiune precum Pirații aeruluie  și Fast Money. Actorul Lance Henriksen a acceptat rolul lui Emil Fouchon menționând că este un susținător de-al lui Woo, a cărui filme mai vechi „erau atât de creative, atât de bine filmate, și cu un substrat filosofic incredibil în ele. Violența este doar un container pentru acest substrat”.

### Filmări
Filmările la Vânătoare de oameni au durat 74 de zile și au avut loc în New Orleans, cu secvențe filmate și în Cartierul Francez. Vânătoare de oameni a avut parte de un program încărcat deoarece Universal dorea terminarea filmărilor în 65 de zile. Acest lucru a pus multă presiune pe Woo. 
Universal i-a cerut lui Woo să mai domolească scenele de violență și să conțină mai puțini morți decât în filmele sale din Hong Kong. Din cauză că Woo nu avea cunoștințe solide de limba engleză, a durat ceva timp până când actorii și echipa de filmare s-au înțeles cu el. Atunci când Woo nu putea explica directorului de imagine Russell Carpenter ceea ce dorea de la scenă, el recurgea la indicații simple precum „aceasta va fi scena Sam Peckinpah”, pentru a se face înțeles. Actorul Lance Henriksen își amintea că a luat ceva timp până ce toată lumea a început să vadă filmul ca fiind mai degrabă un film al lui John Woo decât unul cu Jean-Claude Van Damme. Producătorul James Jacks a spus că Woo nu era „cea mai influentă persoană de pe platou, dar cu siguranță era cea mai respectată”.
Armele de foc de pe platou au fost considerate periculoase, așa că echipa de filmare a construit un scut anti-glonț din plexiglas care putea fi fixat deasupra camerei de filmat. Acesta a fost util, în special în secvența în care Van Damme golește un cartuș în cameră. A fost poreclit de echipa de filmare „Woo-Woo Choo-Choo”. Russell Carpenter a întâmpinat dificultăți în filmarea scenelor cu împușcături. Carpenter a remarcat în acest sens scena de la parada Mardi Gras în care „doar luminile pentru un spațiu ca acela, cu toate formele și umbrele acelea ciudate au fost dificil de plasat, dar John a complicat lucrurile și mai tare, dorind să filmeze aceeași scenă din mai mule unghiuri în același timp—deseori cu mai mult de una din camere în mișcare”. Producătorul James Jacks a sprijinit acest stil de filmare, găsindu-l ca fiind cel mai economic pentru filmarea de astfel de scene de acțiune.

### Post-producție
Filmul a fost montat de Bob Murawski pe platou, folosind la aceea vreme unelte pe calculator de ultimă oră, care permiteau utilizatorului să modifice scenele în timp ce acestea erau filmate. Coloana sonoră a filmului a fost compusă de Graeme Revell, care a folosit toboșari Kodo din Japonia. Woo a fost obligat prin contract de  Universal Pictures să lanseze un film nerecomandat copiilor sub 17 ani (clasificat R). Când a înaintat filmul către Motion Picture Association of America (MPAA), acesta a fost considerat prea violent și prea intens pentru o astfel de clasificare, fiind în schimb clasificat ca interzis copiilor sub 17 ani (NC-17). Woo a reeditat filmul de șase ori pentru a satisface criteriile MPAA, deoarece nu i-au fost niciodată indicate scenele considerate prea violente. În același timp, Van Damme a venit cu propriul montator pentru a face o variantă separată a filmului. Aceasta cuprinde mai multe scene și prim-planuri ale personajului său Chance. Când a fost întrebat de varianta sa, Van Damme a răspuns că „Oamenii plătesc din banii lor ca să mă vadă pe mine, nu ca să-l vadă pe Lance Henriksen”. MPAA a acceptat să acorde filmului clasificarea dorită, după ce Woo a modificat filmul de 20 de ori. Dintre scenele tăiate lipsește secvența de deschidere cu urmărirea și secvența cu depozitul de la Mardi Gras. Una din scenele cu iz erotic tăiate din film este cea dintre Chance și Natasha.

## Lansare

### Difuzare cinematografică
Vânătoare de oameni a fost programat să fie lansat în iulie 1993. Vânătoare de oameni a fost lansat la 20 august 1993 în Statele Unite, acesta fiind primul film al unui regizor asiatic care a fost lansat de către un studio de la Hollywood.
Vânătoare de oameni a avut succes la box office, fiind al doilea film ca sumă a încasărilor din săptămâna în care a fost lansat la cinematografele americane. Vânătoare de oameni a devenit al 49-lea film ca sumă a încasărilor în Statele Unite în 1993. El a avut vânzări interne de bilete de 32.589.677 dolari (vânzările la nivel mondial au fost de 74.189.677 dolari).

### Media
Vânătoare de oameni a fost lansat pe Laserdisc și VHS în 1994. În Statele Unite, filmul a fost al 14-lea film pe laserdisc ca număr de vânzări și al 46-lea cel mai închiriat film VHS din 1994. Vânătoare de oameni a fost lansat pe DVD pentru Regiunea 1 la 1 iulie 1998. Un DVD pentru Regiunea 2 a fost lansat la 20 martie 2000. DVD-ul american a fost de asemenea lansat într-un pachet de mai multe DVD-uri cu alte filme cu Jean-Claude Van Damme. Aceste DVD-uri includeau Vânătoare de oameni, precum și Timecop, Street Fighter, Lionheart, Sudden Death și The Quest.
O copie netăiată a filmului nu a fost lansată oficial, dar a fost găsită. Acest exemplar este de calitate proastă și are un cronometru în colț care indică scopul filmării ca fiind cel al dublajului acestuia, nefiind varianta destinată publicului larg. Variantele lansate pe DVD-urile europene, japoneze și australiene conțin încă trei minute de filmare, constând într-o scenă violentă care lipsea din DVD-ul destinat Regiunii 1 (înlăturată pentru a obține ratingul R), fiind varianta cea mai apropiată de cea a lui Woo.
Coloana sonoră a filmului a fost lansată pe CD în 1993 de casa de discuri Varèse Sarabande.

## Recepție

### Aprecieri critice
Vânătoare de oameni a primit recenzii mixte cu prilejul lansării sale, fiind lăudate scenele de acțiune din film, dar notându-se că scenariul este slab, iar interpretarea lui Jean-Claude Van Damme este neconvingătoare. Roger Ebert a declarat că Vânătoare de oameni nu este „foarte inteligent și nici foarte original, dar este bine făcut la nivel tehnic. Cascadorii sunt impresionante ... ca un film de acțiune, el este bine făcut, dar nu devine mai mult de un film competent de acțiune și nici nu-l pot recomanda pentru asta”. Gene Siskel a dat filmului un deget în jos arătând că „John Woo este un regizor bun ... Van Damme este destul de inexpresiv... Observați stilul filmului, deoarece nu există multă substanță”. Janet Maslin de la New York Times a scris că „Van Damme încă nu a pierdut obiceiul de a avea o atitudine inexpresivă, deși dl. Woo îl filmează în cel mai măreț stil imaginabil”. În Variety, Emanuel Levy a scris că Vânătoare de oameni a fost un film de „acțiune viguroasă, ocazional strălucitoare cu Jean-Claude Van Damme. Cu toate acestea, împiedicat de un scenariu de categorie B cu personaje plate, standard, și supus unor montaje repetate ale scenelor violente pentru a câștiga un rating R, filmul nu are viziunea unică pe ecran din recentele „The Killer” și „Hard-Boiled” ale lui Woo". Lance Henriksen a primit Premiul Saturn pentru cel mai bun actor în rol secundar pentru interpretarea lui Emil Fouchon din acest film. Filmul a mai fost nominalizat la premiile Saturn la încă trei categorii: „cel mai bun film horror”, „cel mai bun regizor” și „cea mai bună coloană sonoră”. La Premiile MTV Movie, Jean-Claude Van Damme a fost nominalizat la categoria „cel mai dorit bărbat”, iar scena cu motocicleta a fost nominalizată la „cea mai bună secvență de acțiune”. În 1997, Woo a analizat Vânătoare de oameni afirmând că filmul a fost „într-un fel, destul de supărător de făcut, dar sunt destul de fericit de modul în care au ieșit scenele de acțiune”.

### Încasări
Filmul a avut premiera în cinematografe pe 20 august 1993. În timpul week-end-ului de deschidere, filmul s-a aflat pe locul doi aducând încasări de 10.106.500 dolari în cele 1.972 de locații unde a rulat. Filmul Evadatul a fost pe primul loc în acel weekend cu încasări de 18.148.331 $. Încasările filmului au scăzut cu 50% în a doua săptămână de la lansare, fiind de 5.027.485 $. Pentru acel week-end, filmul a căzut pe locul al treilea, chiar dacă numărul de locații a crescut la 1.999. Evadatul a rămas pe primul loc cu încasări de 14.502.865 dolari la box office. În ultima săptămână, Vânătoare de oameni s-a clasat pe locul 11 cu încasări de 1.270.945 $. Filmul a adus de pe piața internă încasări de 32.589.677 dolari din vânzările de bilete în cele cinci săptămâni de difuzare. Pe plan internațional, filmul a adus încă 41.6 milioane $, încasările la nivel mondial fiind de 74.189.677 dolari. Pentru anul 1993, filmul s-a clasat pe plan mondial pe locul 23.

## Continuare
Filmările la Vânătoare de oameni 2, regizat de Scott Adkins, s-au terminat în decembrie 2015. Din distribuție fac parte Robert Knepper, Rhona Mitra, Ann Truong, Temuera Morrison, Adam Saunders, Jamie Timony, Peter Hardy, Sean Keenan și Sahajak Boonthanakit.